# Agapornis de collar
L'agapornis de collar (Agapornis swindernianus) és un petit lloro, per tant un ocell de la família dels psitàcids que habita zones de selva humida a l'Àfrica equatorial, al Camerun, República Centreafricana, la República del Congo, la República Democràtica del Congo, Costa d'Ivori, Guinea Equatorial, Gabon, Ghana, Libèria i Uganda. És un lloro majoritàriament verd, amb una banda negra a la part posterior del coll i un bec de color negre grisenc fosc. Els dos sexes són semblants. Poques vegades es manté en captivitat a causa del seu requeriment dietètic de llavors de figues, sense les quals no prosperen ni es reprodueixen bé en captivitat. No està amenaçat.